# Панченко, Борис Амфианович
Борис Амфианович Панченко (1872, Санкт-Петербург — 1920) — русский византинист, специалист по внутренней истории Византии, учёный секретарь РАИК.

## Биография
Окончил Санкт-Петербургскую 3-ю гимназию (1889) и историко-филологический факультет Санкт-Петербургского университета. В 1894 году был оставлен при университете и отправлен в командировку в Германию, а затем в Константинополь, где был принят сверхштатным сотрудником Русского археологического института.
Деятельность Панченко была прервана эвакуацией института в связи с начавшейся войной. Во время революции Панченко не эмигрировал. Весной 1920 года он умер в больнице на одной из станций Юго-Западной железной дороги.

## Научная деятельность
Его первая работа, к которой он приступил ещё будучи студентом, была посвящена «Тайной истории» Прокопия Кесарийского, печаталась в «Византийском временнике» в 1895 — 1897 годах. Данное исследование стало крупным вкладом в изучение вопроса о подлинности этого ценного источника о царствовании императора Юстиниана. На основании всестороннего сопоставления свидетельств источника, данных новелл Юстиниана, свидетельств других источников, учёный приходит к однозначному заключению о подлинности произведения Прокопия. В рамках этого же исследования произведён глубокий анализ налоговой политики Византии и изучение смысла некоторых видов налогообложения, выводы которого разделяются современными исследователями.
Находясь в Константинополе, Панченко активно участвовал в проводимых институтом экспедициях по Турции. Результатом его многолетних исследований стал изданный каталог коллекции византийских печатей. Учётный также проводил топографические исследования по истории Византии. В 1901 году он выпустил серьёзное исследование о морской торговле Византии, проведя сравнение данных Дигест и Морского закона о навклирах.
Трудом, принёсшим Панченко широкую известность, стало исследование «Крестьянская собственность в Византии», вышедшее сначала отдельным изданием в Софии в 1903 году, а затем в трудах ИРАИК. В ней он обосновывал положение о том, что история крестьянского землевладения в Византии была построена на основе личной и наследственной собственности, а не общинного, при том славянского землевладения, как считалось ранее. Центральным звеном этой работы стала критика господствовавшей тогда теории Цахариэ фон Лингенталя, расширенной и развитой трудами В. Г. Васильевского и Ф. И. Успенского.
Статья, вышедшая в период обсуждения аграрной реформы, вызвала противоречивые отклики. Провозглашая, что основой византийской автократии была крестьянская частная собственность, Панченко мог на примере Византии показать, что правительству незачем бояться падения общинных порядков в деревне. Эта позиция была близка умеренным консерваторам, поддержавшим впоследствии Столыпина.

## Основные научные труды
- Панченко Б. А. О «Тайной истории» Прокопия // Византийский временник. — СПб., 1895. — Т. 2. — С. 24—57, 340—371.
- Панченко Б. А. О «Тайной истории» Прокопия // Византийский временник. — СПб., 1896. — Т. 3. — С. 96—117, 300—316, 461—527.
- Панченко Б. А. О «Тайной истории» Прокопия // Византийский временник. — СПб., 1897. — Т. 4. — С. 402—451.
- Панченко Б. А. Крестьянская собственность в Византии // ИРАИК. — София, 1904. — Т. 9, вып. 1.